# Gorenji Globodol
Gorenji Globodol este o localitate din comuna Mirna Peč, Slovenia, cu o populație de 88 de locuitori.